# I-820
I-820 (Interstate 820) — межштатная автомагистраль в Соединённых Штатах Америки.

## Маршрут
I-820 — круговая автомагистраль, окружающая техасский город Форт-Уэрт. Протяжённость дороги — 35 миль (56 км). Северо-западный отрезок дороги официально известен как «Автомагистраль имени Джима Райта» (англ. Jim Wright Freeway) — члена конгресса США в 1955—1989 годах.